# Geheime Boek van Johannes

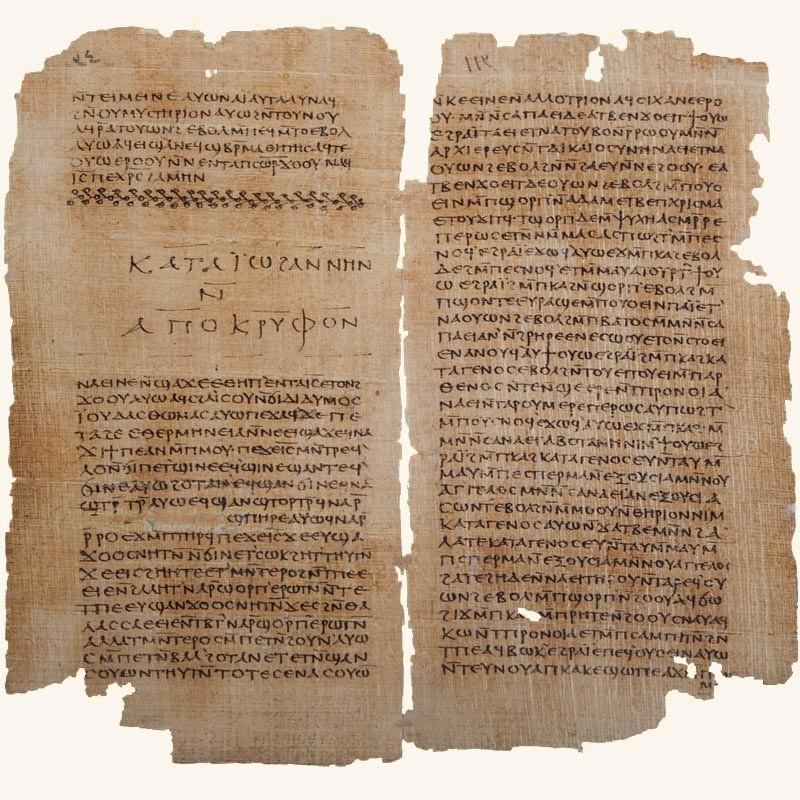
Het Apocryphon van Johannes (Koptische tekst Nag Hammadigeschriften).

Het Geheime Boek van Johannes, ook wel de Apocryphon van Johannes genoemd is een gnostisch geschrift. In geen ander document van de gnostische literatuur wordt zo uitgebreid de gnostische mythologie besproken. Van de oorspronkelijke Griekse tekst is nooit iets gevonden, maar er zijn vier handschriften in het Koptisch bekend. De eerste werd in 1896 gevonden en maakt deel uit van de Codex Berolinensis. De overige drie waren onderdeel van de vondst van de Nag Hammadigeschriften in 1945. 
Die vier handschriften bevatten twee verschillende versies van de tekst. Twee van de drie bij  Nag Hammadi gevonden handschriften, NHC II.1 en NHC IV.1, bevatten tekstdelen, die in de andere twee versies niet voorkomen. De laatste twee versies worden dan ook wel aangeduid als de korte recensie en de eerste twee als de lange recensie. Er zijn enige geringe verschillen tussen de beide handschriften van de lange recensie, maar in het vakgebied wordt aangenomen, dat die beide berusten op dezelfde vertaling uit het Grieks. De teksten van de korte recensie vertonen echter grotere onderlinge verschillen. Die kunnen niet verklaard worden door een aanname dat zij onafhankelijk van elkaar zijn vertaald. In het vakgebied overheerst de opvatting, dat dit vertalingen moeten zijn van Griekse teksten, die ook al onderling verschilden. 
Er moeten dus in het Grieks al drie verschillende versies van de tekst geweest zijn. Het is dan ook niet goed mogelijk om de oudste en meest oorspronkelijke tekst van het Apocryphon  te reconstrueren. Er is wel in het vakgebied consensus, dat de teksten van de korte recensie eerder moeten zijn ontstaan dan die van de lange recensie. Er is sinds 1995 een synoptische uitgave waarin alle vier versies naast elkaar zichtbaar zijn. Het verhaal van het Apocryphon moet zijn ontstaan in de gnostische traditie, die aangeduid wordt als het sethianisme. 

## Structuur en samenvatting
In het vakgebied worden ten aanzien van de structuur van de tekst meerdere indelingen gehanteerd. De verschillen komen tot stand op basis van verschillende opvattingen over de gewenste mate van detaillering.  In dit artikel wordt uitgegaan van zes delen. 

### Proloog
Er is sprake van een korte proloog. Johannes is na de kruisiging van Jezus op weg naar de tempel en ontmoet een farizeeër die hem beschimpt en vertelt dat Jezus Johannes heeft weggeleid van het juiste pad en tradities van de voorvaders en hem daarna heeft verlaten. Johannes is verontrust, verkeert in twijfel na deze opmerkingen en zoekt een verlaten plek in de woestijn. Plotseling opent zich de hemel en Jezus verschijnt die Johannes gerust stelt. Hij vertelt dat hij Johannes zal onderwijzen. Dat gebeurt dan in de volgende delen.

### De goddelijke wereld
In dit deel handelt het over  de structuur van het pleroma. In de gnostiek is pleroma de benaming voor de volheid, de structuur en verblijfplaats van de goddelijke wereld. Aan de top van het pleroma is sprake van een Vader, een Moeder en een Zoon. De Vader ziet zich weerspiegeld in het lichtwater dat hem omgeeft en realiseert zich dat hij zichzelf ziet. Die gedachte verzelfstandigt zich en dat creëert de Moeder, vaak aangeduid als de Eerste Gedachte of ook wel Barbelo. Zij ontvangt een lichtvonk van de vader en baart een Licht, de Zoon, de goddelijke Zelfverwekte, Eerst- en Eniggeborene. Die wordt door de Vader gezalfd en daarom de Gezalfde, Christus, genoemd.  
In dit deel vraagt Barbelo aan de Vader om enkele eonen die haar kunnen dienen. Eonen zijn in de gnostiek emanaties van de Moeder en de Zoon. Het zijn goddelijke krachten van een lagere orde. In vrijwel alle gnostische teksten hebben de eonen een vorm van een ruimtelijk aspect. Het kunnen entiteiten zijn, die de bewustzijnsniveaus beheersen die er tussen hemel en aarde zijn. Over het algemeen is er ook sprake van een hiërarchische structuur van eonen. Afhankelijk van de versie krijgt Barbelo dan vier of vijf eonen met namen als Voorkennis, Onvergankelijkheid, Eeuwig Leven en Waarheid. Deze eonen rangschikken zich als paren en uit die vereniging komen dan de lagere eonen voort. Christus ontvangt eonen als Geest ( Nous), Wil en Woord (Logos) en het Viertal lichten: Genade (Armozel), Waarneming (Oroiaël), Begrip (Daveithe) en Verstand (Eleleth). Elk licht heeft drie eonen bij zich, waardoor er een twaalftal eonen gevormd wordt, dat tot de Zoon behoort.
Uit Voorkennis en volmaakt Bewustzijn (de medewerker van Christus) ontstaat Adamas, de volmaakte, ware Mens. Hij wordt bij Armozel aangesteld, zijn zoon Seth bij Oroiaël, diens zaad (zielen van de heiligen) bij Daveithe en andere zielen bij Eleleth.

### De val van Sophia
De volmaaktheid van het pleroma wordt doorbroken door het handelen van Sophia, het laagste eon. In andere gnostische teksten wordt zij ook Pistis Sophia genoemd of Sophia, genaamd Pistis. Zij wil uit zichzelf iets voortbrengen zonder de wetenschap en instemming  van haar paargenoot en de Vader. Dat heeft een misgeboorte tot gevolg. Die wordt door Sophia buiten het pleroma gestoten. Het is de Demiurg, ook wel Jaldabaoth genaamd. In de gnostiek wordt die vereenzelvigd met JHWH, de Hebreeuwse God van het Oude Testament. Hij heeft veel kracht aan zijn moeder onttrokken en dat stelt hem in staat een aantal dienaren en  boze machten te creëren, die de auteur van het  Apocryphon  volgens een astrologisch schema naar de twaalf tekens van de dierenriem en de zeven bekende planeten benoemt. Daarna schept Jaldabaoth de fysieke, materiële wereld als een vage en slechte nabootsing van de goddelijke. Dit tekstdeel besluit met de uitspraak van  Jaldabaoth  Ik ben een jaloerse God en er is geen andere God buiten mij. In wezen wordt hier de monotheistische God van joden en niet-gnostische christenen tot een negatieve macht gemaakt.

### Het berouw van Sophia en het ontstaan van de mens
Als Sophia de grootspraak van haar zoon Jaldabaoth hoort, beseft zij haar fout. Ook zij is buiten het pleroma geraakt, maar kan niet terug. Haar berouw wordt echter gehoord en zij ontvangt van het pleroma hulp, die haar in staat stelt daarheen terug te keren, zij het naar een andere plaats dan waar zij eerst thuishoorde. 
Er is ook een tweede reactie op de grootspraak van Jaldabaoth. Uit het pleroma klinkt een stem die uitroept,  De Mens bestaat en de Zoon van de Mens. Het hanteren van het beeld van De Mens en de Zoon van de Mens als goddelijke gestalte is een van de fragmenten die hebben geleid tot de veronderstelling dat aan de tekst van het  Apocryphon  een oudere tekst ten grondslag ligt. Al voor 150 had de gnosticus Saturnilus dit beeld geformuleerd. 
In de tekst van het Apocryphon  verschijnt dan een spiegelbeeld van de Eerste Mens, de Vader, in het water. De boze machten trachten dit beeld te bezitten door een gelijkenis in menselijke vorm van dat beeld te creëren. Die vorm heeft echter geen leven in zich en is slechts een psychisch lichaam. Sophia smeekt de Vader om haar de krachten terug te geven waarvan zij beroofd werd door Jaldabaoth. Hierop zendt de Vader Christus met zijn vier dienaren naar de wereld. De vier zijn vermomd als dienaren van Jaldabaoth en halen die over een deel van zijn kracht in de menselijke vorm  (Adam) te blazen. Dat gebeurt en het resultaat is, dat Adam een levend wezen wordt. Dankzij de kracht van Sophia weet Adam alle machten en ook Jaldabaoth in wijsheid en inzicht te overtreffen. De boze machten plaatsen Adam vervolgens in het diepste deel van de kosmos. In het verhaal wordt vervolgens een nieuwe figuur geïntroduceerd, die Epinoia van het Licht genoemd wordt. Zij geeft Adam instructies over de weg die hij verder moet gaan. Hierna wordt in het verhaal de echt stoffelijke Adam geboren. Het stoffelijk lichaam van Adam is in feite een gevangenis voor de psychische Adam en zijn goddelijke vonk. De mens wordt zo sterfelijk.
In de volgende fase van het verhaal is Adam in het paradijs. De boze machten verbieden Adam te eten van de boom van de kennis van goed en kwaad. In Genesis brengt God Adam in diepe slaap om daarna uit een rib van Adam Eva te creëren. In de tekst van het Apocryphon wordt eerst gesteld, dat dit een poging van Jaldabaoth was om de kracht die hij in Adam had geblazen weer terug te krijgen. Daarna zou het de bedoeling van Jaldabaoth zijn om Epinoia van het Licht die in het lichaam van Adam zetelde te verwijderen. Dat lukte niet, maar met de kracht die Jaldabaoth wel uit het lichaam van Adam weet te onttrekken creëert hij de stoffelijke Eva. In een dialoog met Johannes ontkent Christus in de tekst met klem dat het hier om een rib zou handelen. De rib was feitelijk een deel van de goddelijke kracht in Adam. De essentie is, dat dit de verklaring is dat zowel alle mannen als vrouwen hiermee een goddelijke vonk in zich hebben.
Adam en Eva eten vervolgens van de boom van de kennis van goed en kwaad. In de tekst worden zij hiertoe aangezet door zowel Epinoia van het Licht als Christus. Als Adam en Eva zich vervolgens aan de macht van Jaldabaoth proberen te onttrekken, verbant hij hen uit het paradijs. In Genesis volgt dan de geboorte van Kaïn en Abel. In de tekst van het  Apocryphon verwekt Jaldabaoth twee zonen bij Eva, die eigenlijk  JHWH en Elohim heten, de twee namen voor God in de Hebreeuwse bijbel. Het zijn beide demonische krachten en om dat feit te verhullen worden zij ook aangeduid als Kaïn en Abel. Seth, de derde zoon van Eva, wordt wel door Adam verwekt. In de gnostische traditie zijn de nakomelingen, het zaad van Seth, in deze wereld om de verlossing van de mensheid te bevorderen.

### De verlossing
In de tekst van het  Apocryphon  volgt hierna een lange  dialoog tussen Johannes en Christus over de verlossing. Het  Apocryphon  beschrijft een zeer ruim begrip en kader van verlossing. Ook voor niet-gnostici is die bereikbaar. Er is slechts maar een groep die niet verlost zal worden. Dat zijn mensen die wel tot gnosis zijn gekomen, maar zich doelbewust daarvan hebben afgekeerd. 
Hierna vervolgt de tekst met de verdere gnostische exegese van Genesis. Hierin worden drie pogingen van Jaldabaoth beschreven de mensheid in zijn macht te krijgen. De eerste is de instelling van het Noodlot, waaraan al het kwaad in de wereld kan worden toegeschreven. De tweede is het vernietigen van de mensheid door de zondvloed. Noach wordt echter door Epinoia van het Licht gewaarschuwd. Alleen de nakomelingen van Seth, de gnostici, geloven Noach en zijn de enigen die worden gered. Dat gebeurt niet in een ark, maar omdat zij zich   verscholen in een wolk van licht. 
De laatste poging van Jaldabaoth is een gnostische exegese van Genesis 6, 1.4 waarin staat  In die tijd en ook nog daarna, zolang de godenzonen gemeenschap hadden met de dochters van de mensen en kinderen bij hen kregen, leefden de giganten op aarde.  In het    Apocryphon  geeft Jaldabaoth zijn demonische krachten de opdracht met vrouwen van de mensen te paren om nageslacht te krijgen. Dat plan mislukt, omdat de vrouwen hun mannen trouw blijven. In een tweede poging zendt Jaldabaoth een verachtelijke geest die zijn uiterlijk kon veranderen in dat van de echtgenoten. Er werden nu kinderen verwekt uit de duisternis naar het voorbeeld van de geest. Daarnaast brachten de boze machten van Jaldabaoth  mensen in een staat van afhankelijkheid door hun allerlei geschenken te geven, waardoor zij niet tot de juiste kennis (gnosis) kwamen. Het is een feite een verklaring waarom zoveel mensen niet bereid zijn de weg naar de juiste gnosis te volgen. 
Het slot van dit deel van de Apocryphon  is het verhaal over Pronoia (Voorzienigheid) in de vorm van een hymne. Dit tekstdeel is alleen aanwezig in de lange recensie. Pronoia daalt neer naar de mensen om hen de gnosis te brengen. Na twee mislukte pogingen tot neerdalen lukt dat de derde maal wel. Pronoia brengt de mens tot inzicht over zijn herkomst en bestemming. Aan het eind van het lied zegt Pronoia dat zij de mens uit de slaap van onwetendheid heeft wakker geroepen. En ik deed hem opstaan en verzegelde hem met het licht van het water met vijf zegels, zodat de dood voortaan geen macht meer over hem kon hebben. Een afdaling in drie maal van een vrouwelijke goddelijke gestalte komt ook voor in  Drie gestalten van de Eerste Gedachte.
Er is consensus in het vakgebied dat de hymne van Pronoia ouder moet zijn dan de overige tekst van het  Apocryphon . Er is debat of dit tekstdeel een oorspronkelijk christelijke tekst was dan wel een niet-christelijke en ook niet-gnostische oorsprong heeft.  Auteurs met de laatste opvatting zien Pronoia als de Wijsheid van God waarover in de joodse wijsheidsscholen al in de tweede eeuw v. Chr. werd gediscussieerd.  Daarbij wordt verwezen naar onder meer uitspraken in het Bijbelboek Spreuken dat in de huidige redactie ook van de tweede eeuw voor Chr. dateert.  De Heer heeft mij voor al het andere verworven, toen hij zijn scheppingswerk begon, schiep hij eerst mij  .

### Epiloog
In de epiloog krijgt Johannes van Jezus de opdracht het onderricht op te schrijven en te bewaren. Jezus gebruikt daarbij de woorden  Vervloekt is een ieder die dit zal uitwisselen voor een geschenk of voor voedsel of drank en kleding of iets dergelijks.  

## Opvattingen over ouderdom
Er is overeenstemming, dat de drie bij Nag Hammadi gevonden handschriften uit het midden van de vierde eeuw en het handschrift in de Berlijnse Codex uit begin vijfde eeuw moet dateren. Er is ook overeenstemming in het vakgebied dat er aanzienlijk vroegere Griekse teksten van het Apocryphon moeten hebben bestaan, dan de teksten waarop de gevonden Koptische vertalingen berusten. Nieuwe inzichten en andere opvattingen moeten later aan een oertekst zijn toegevoegd.  
De kerkvader Ireneüs van Lyon (ca. 140-ca. 202) beschrijft in zijn Adversus Haereses ("Tegen de ketters") (ca. 180) een voorstelling van een pleroma alsmede een deel van een gnostische exegese van Genesis, die ondanks ook aanwezige verschillen veel overeenkomst heeft met de tekst in het Apocryphon.  Ook de overeenkomst in sommige fragmenten van het Apocryphon met inzichten die de gnosticus Saturnilus omstreeks 120 formuleerde leidt bij een aantal auteurs op het vakgebied tot een aanname dat de tekst van het Apocryphon in de eerste helft van de tweede eeuw moet zijn ontstaan.